# Kesselschleuse
Eine Kesselschleuse oder (auch Bassinschleuse oder Rundkammerschleuse) ist eine besondere Bauart einer Schleuse mit mindestens zwei Toren. Dazwischen befindet sich die Schleusenkammer mit der namensgebende Form, die nicht zwangsläufig kreisrund sein muss. Der Vorteil dieser Schleusenart ist der vermehrte Platz in der Kammer, wodurch gleichzeitig mehrere Schiffe geschleust werden können. 

## Beispiele

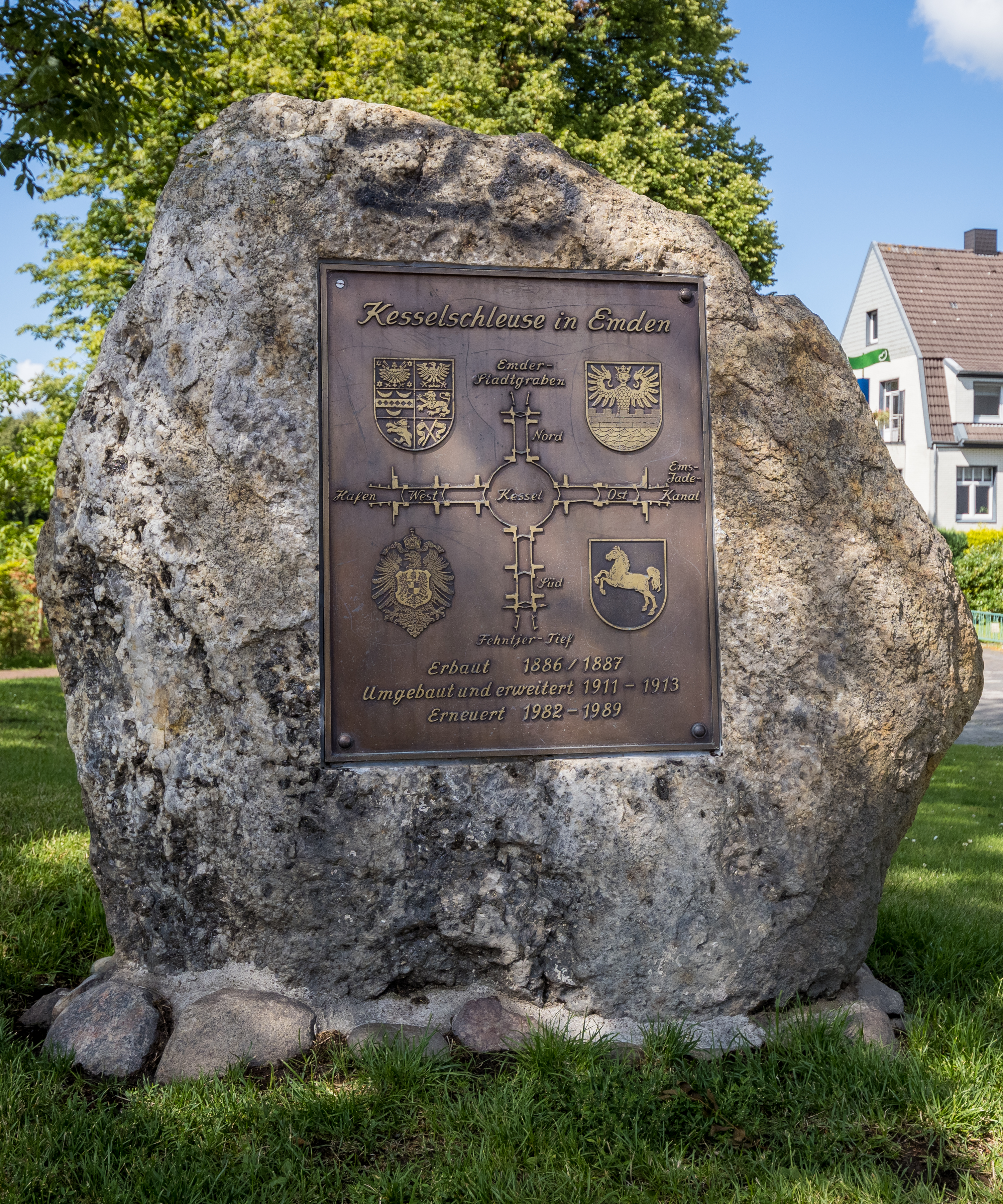
Gedenkstein/-tafel Kesselschleuse Emden

Bei Europas ältester Kesselschleuse, der Palmschleuse in Lauenburg/Elbe am Stecknitzkanal, fanden bis zu zwölf kleine Kähne Platz.
Eine vollständig runde Kammer besitzt die Kesselschleuse in Emden. Durch ihre vier Schleusentore erlaubt sie die Verbindung von zwei Schifffahrtskanälen, die sich bei ihr kreuzen. Die runde Kammer erleichtert dabei das Drehen des Schiffs, um von einem in den anderen Kanal zu wechseln.
Bis zum Ende des 19. Jahrhunderts wurde auch in Brandenburg an der Havel eine Kesselschleuse betrieben. Die Stadtschleuse Brandenburg war vollständig aus Holz errichtet und besaß eine Kammerlänge von 69 Meter bei einer Breite von 38,60 Meter. Sie musste ersetzt werden, da ihre beiden Tore für den immer mehr in Gebrauch kommenden Plauer Maßkahn zu schmal waren. Ebenfalls an der Havel befand sich im 16. Jahrhundert eine Kesselschleuse am Standort der heutigen Stadtschleuse Rathenow.
Auch am Canal du Midi in Frankreich befinden sich noch heute viele Rundkammerschleusen mit ovalem Grundriss.

## Bildergalerie

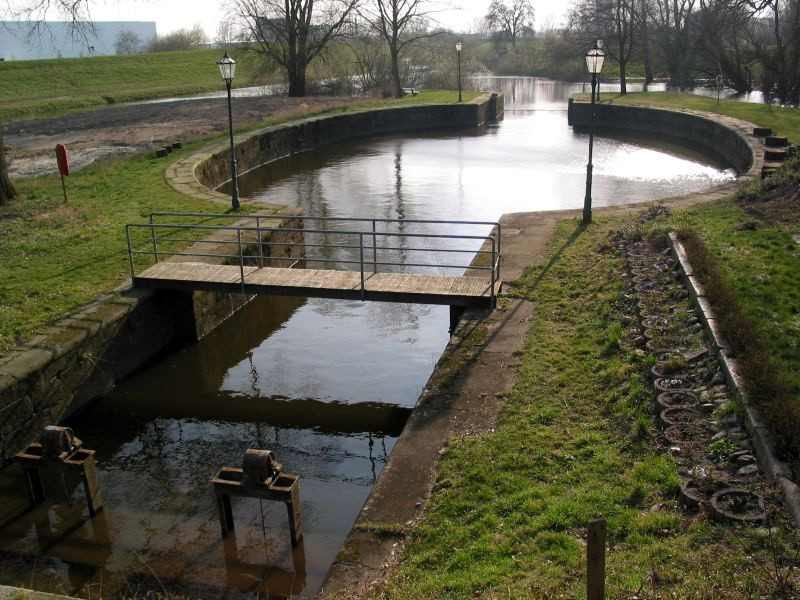
Palmschleuse am Stecknitzkanal
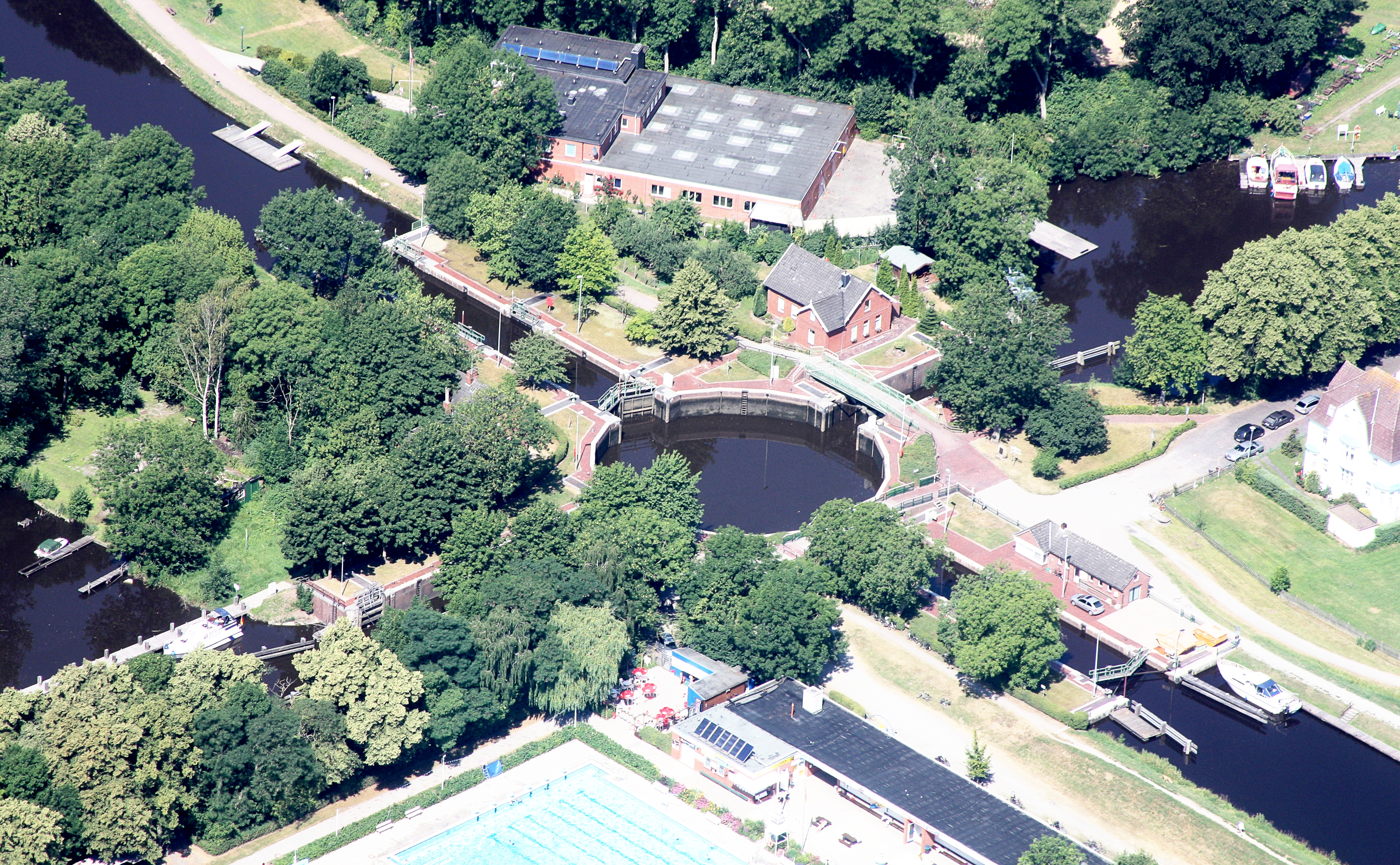
Die Kesselschleuse Emden
Stadtschleuse Brandenburg
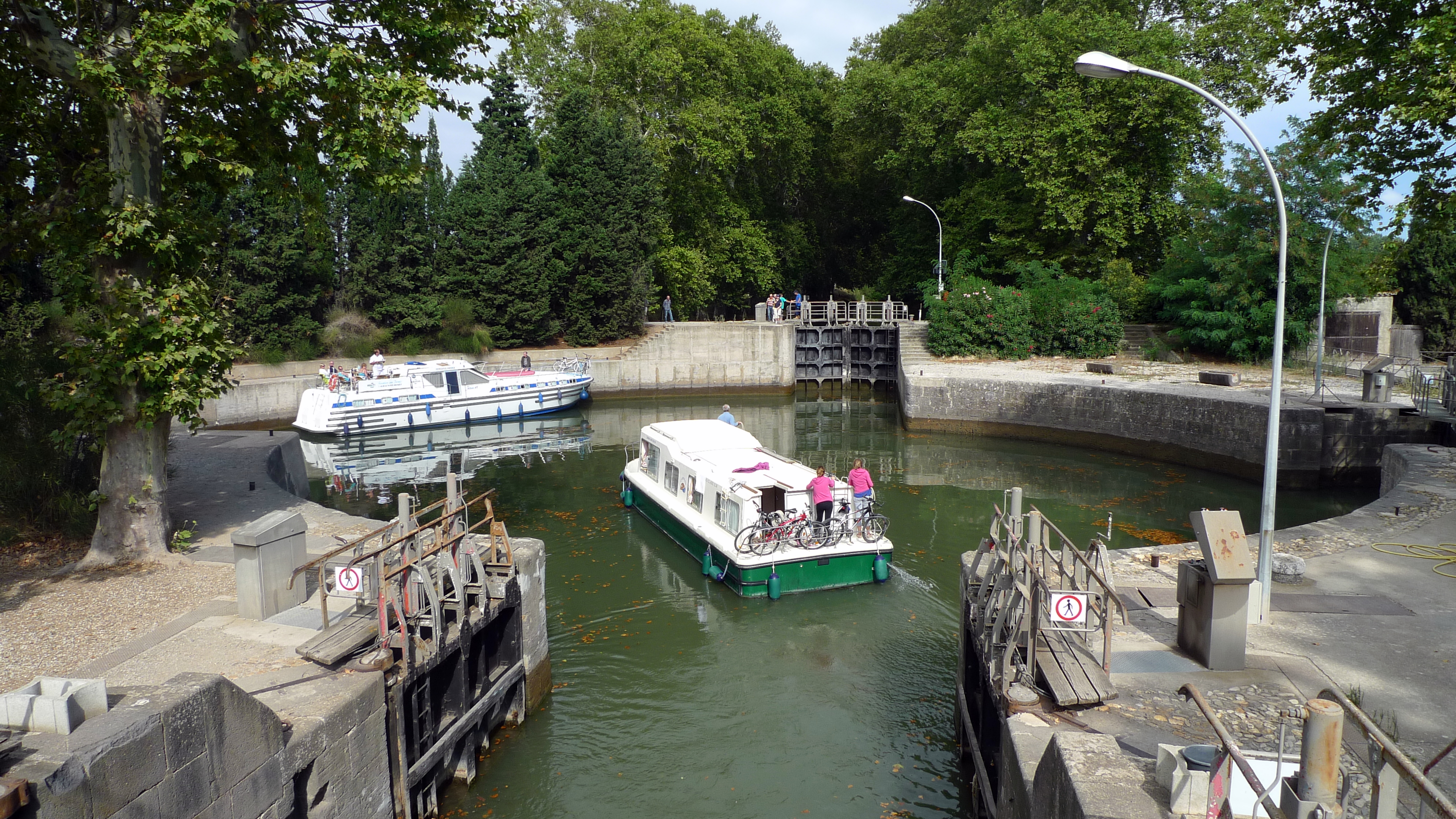
Rundschleuse mit drei Toren am Canal du Midi (FR)
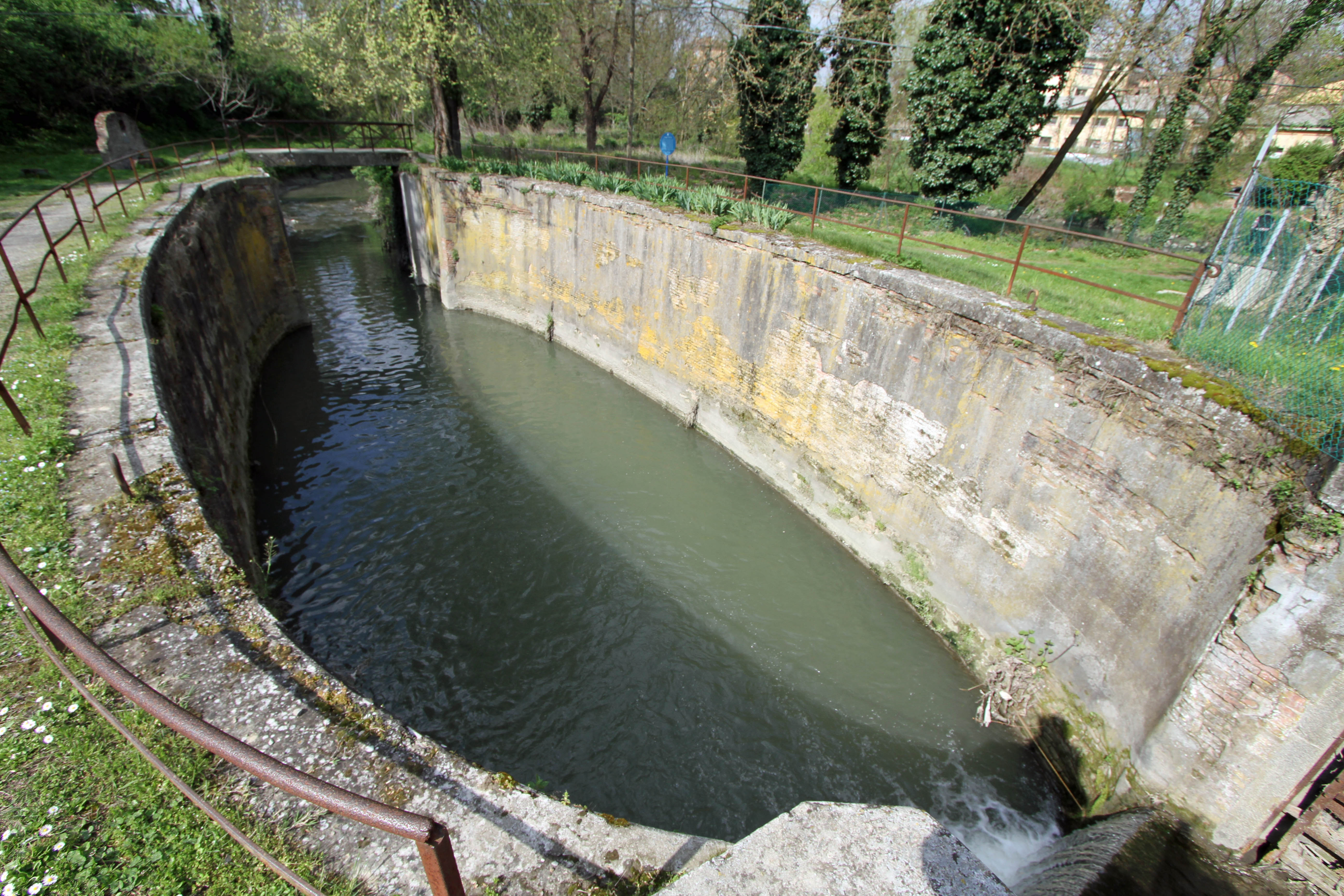
Historische Schleuse am Canale Navile (IT)
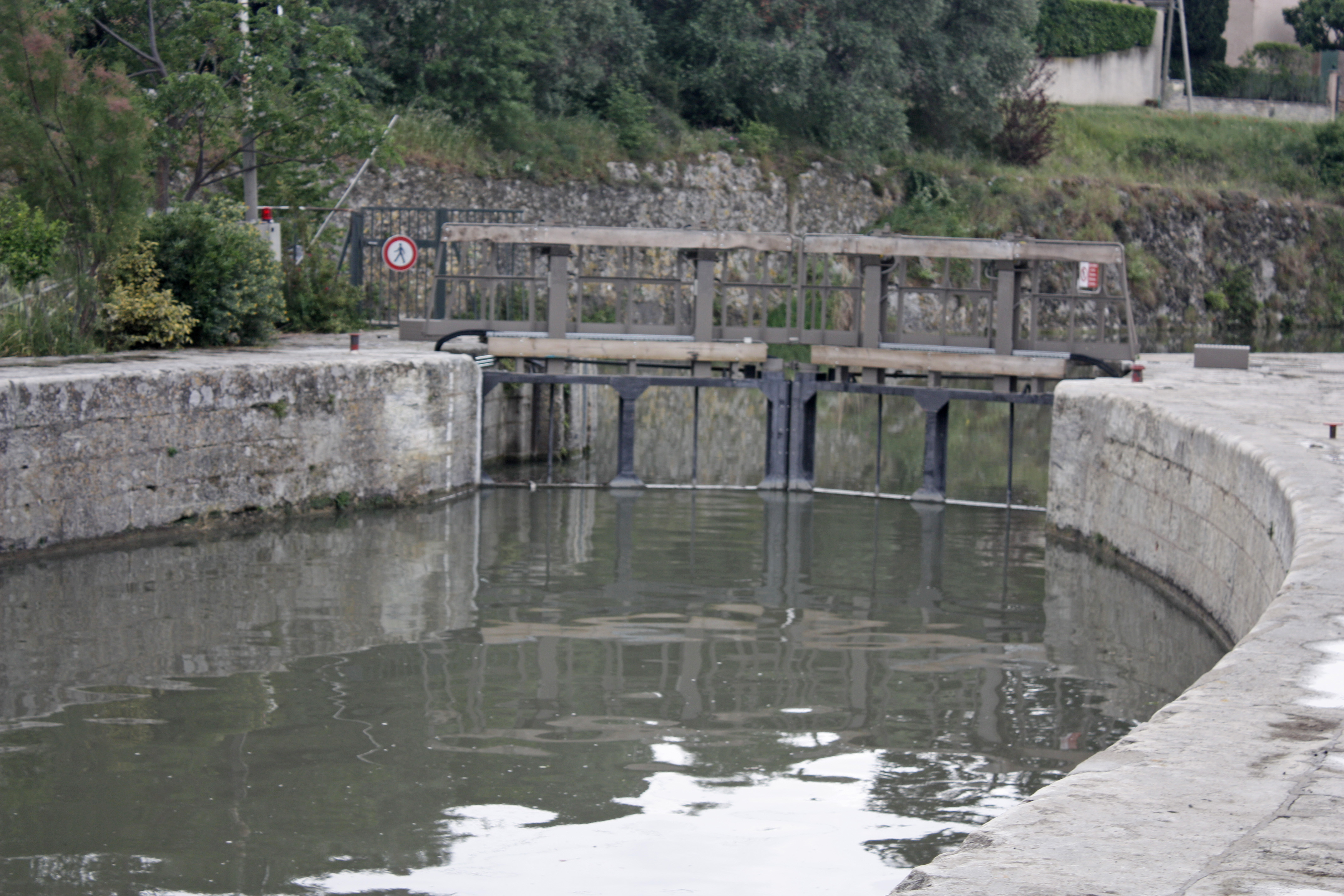
Eine Schleuse der Schleusentreppe Fonserannes am Canal du Midi (FR)